# Metafilm
En metafilm betegner en film, som via metakommunikation gør opmærksom på sig selv som film, hvorved den bryder illusionen og så at sige dekonstruerer sig selv. Hvis filmens instruktør eller nogle af dens skuespillere eksempelvis henvender sig direkte til publikum, er der tale om et træk, der gør filmen til en metafilm.

## Eksempler på metafilm
- A Clockwork Orange af Stanley Kubrick, (1971): Her introduceres vi for hovedpersonen, som kigger direkte ind i kameraet og taler til publikum.
- Riget af Lars von Trier, (1994): Her afsluttes hver afsnit med instruktørens kommentar til episoden.
- Direktøren for det hele af Lars von Trier, (2006): Hovedrolleindehaveren taler i nogle tilfælde direkte til publikum.
- Reconstruction af Christoffer Boe, (2003):
- Sandheden om mænd af Nikolaj Arcel (2010): Hovedpersonen indser at han befinder sig i den plotudvikling han selv bruger i sin manuskriptskrivning.

| Film | Spire Denne filmartikel er en spire som bør udbygges. Du er velkommen til at hjælpe Wikipedia ved at udvide den. |